# Direktbildskamera

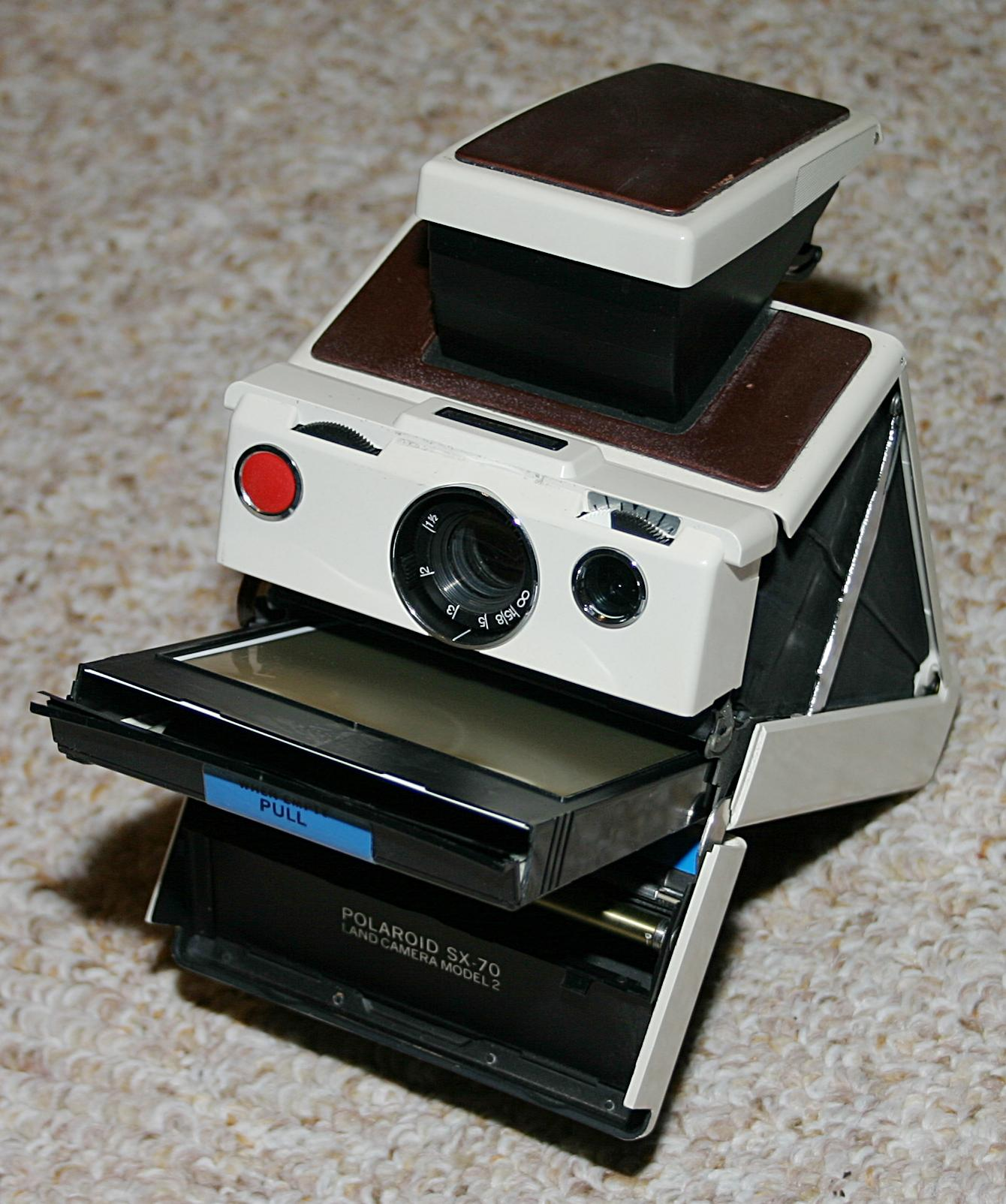
Polaroid SX-70 Model 2

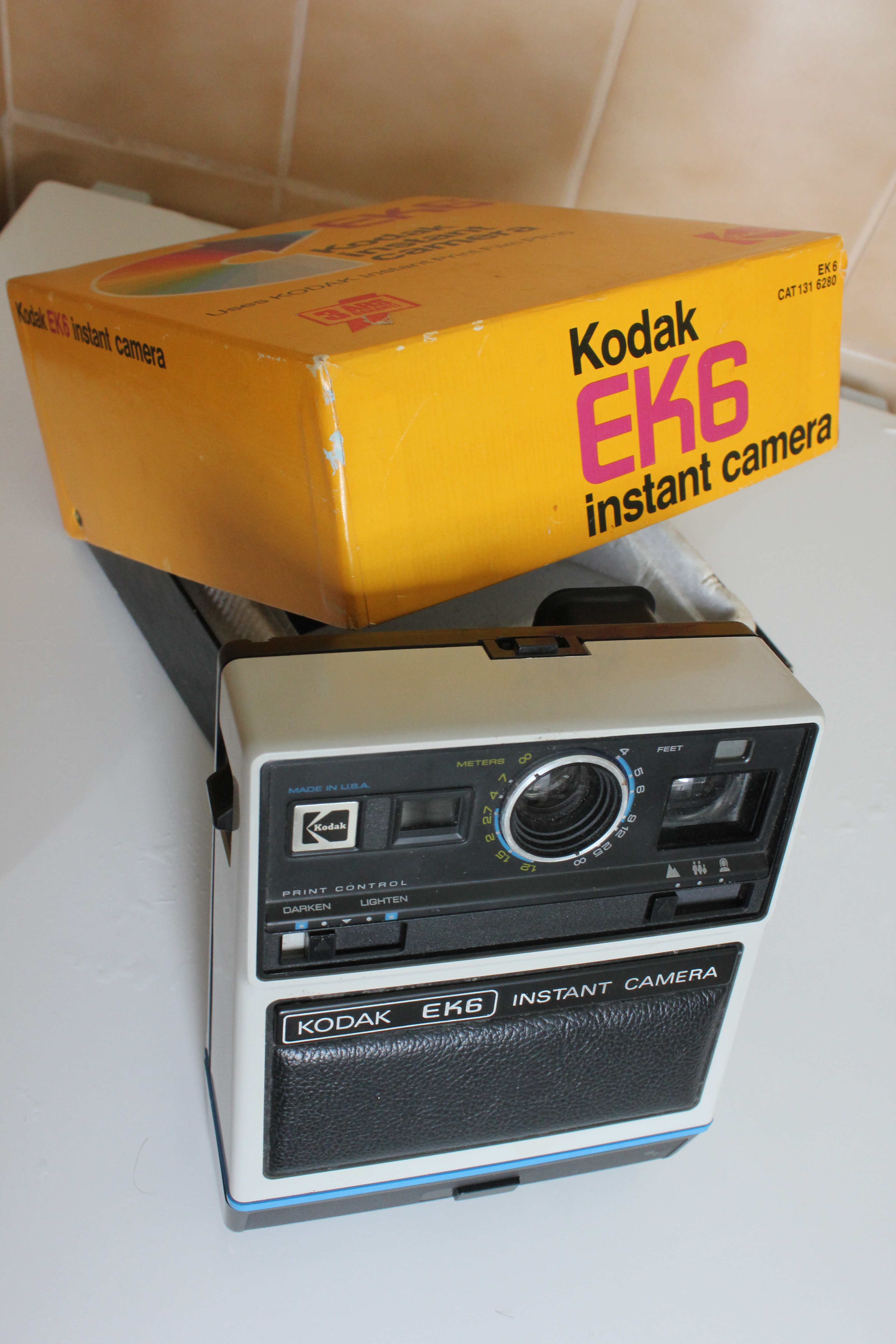
Kodak EK6 Instant Camera

Direktbildskamera är en typ av kamera som matas med speciella kassetter innehållande såväl fotografisk film (i form av behandlat fotopapper) som snabbframkallningsvätska. Tekniken uppfanns av amerikanen Edwin Land, som grundade företaget Polaroid för tillverkning av dessa kameror och dito film. Utformningen och mekanismerna för en direktbildskamera presenterades 1936. 1948 var en svartvit produkt framtagen och 1963 en för färgfotografering. Eastman Kodak började under 1970-talet producera direktbildskameror men fälldes för patentintrång mot Polaroid. Fujifilm introducerade sin egen teknik på asiatiska marknader på 1980-talet, och tog senare sina kameror och passande filmer till den svenska marknaden. Polaroid ansökte om konkursskydd för andra gången 2008 och slutade därmed egen produktion av direktbildsfilm och direktbildskameror. Impossible Project har därefter börjat tillverka film som passar vissa Polaroidkameror. 
Den film som finns idag är av typen integralfilm, vilket innebär att när en bild tas matas fotografiet nästan omedelbart fram ur apparaturens främre utkast. Fotopappret är då vitt. Under den första minuten efter att fotografiet tagits börjar bilden framträda, och inom några minuter har bilden nått full färgstyrka (Impossible Project tar längre tid). Tidigare fanns bland annat även packfilm, där bilden kunde ses först efter det att den framkallats fullständigt. 
Direktbildskameror har historiskt funnits i utföranden som är både mekaniskt sett enkla och billiga att köpa, men även betydligt mer komplicerade konstruktioner. Bildkvaliteten varierar dels med tekniken som används, och dels med kameran eller skrivaren som används för att exponera den fotografiska filmen för ljus. Bildkvaliteten kan vara relativt god, men huvudsyftet med direktbildstekniken är i första hand att få en fysisk bild direkt i handen. 
Marknaden för direktbildskameror mattades av kraftigt under mitten av 2000-talet, men fick under 2010-talet ett kraftigt uppsving med Fujifilm Instax.

## Fujifilm Instax
Integralfilmen Fujifilm Instax i formaten Wide och Mini (under 2017 även Square) är ett format som ursprungligen kom ut 1998. Sedan botten 2004 har försäljningen av kameror ökat med 50 gånger (2016) och Fujifilm sägs nu sälja fyra gånger så många Instaxkameror som digitalkameror varje år.